# Sveriges Civilförsvarsförbund
Sveriges Civilförsvarsförbund (Civilförsvarsförbundet till vardags) är en ideell frivilligorganisation och frivillig försvarsorganisation i Sverige med uppgift att informera och utbilda allmänheten i hur man klarar olika typer av krissituationer, till exempel nödsituationer utomhus, längre elavbrott, förorenat dricksvatten eller en längre tids isolering. Sveriges Civilförsvarsförbund tillhandahåller också frivilliga för kommuner som drabbas av extraordinära händelser och är följaktligen en del av samhällets krishanteringssystem. I januari 2016 hade Sveriges Civilförsvarsförbund närmare 20.000 medlemmar, organiserade i 191 lokalföreningar omfattande 223 kommuner.
Förbundets generalsekreterare är sedan 2019-01-01 Tomas Warberg.
Förbundets motto är För ett säkrare och tryggare liv.

## Historik
Sveriges Civilförsvarsförbund grundades 1937 som Riksluftförsvarsförbundet som en följd av den av regeringen tillsatta luftskyddsutredningen, som bland annat konstaterade för att den frivilliga föreningsverksamheten skall beredas större effektivitet uttalas önskvärdheten av att densamma koncentreras till en hela riket omfattande organisation. Till grundandet inbjöds samtliga landshövdingar. År 1937 antogs Luftförsvarslagen. Efter förbundets grundande inleddes en omfattande informations- och utbildningskampanj över hela landet, vilket ledde till att förbundet vid andra världskrigets utbrott hade 400 lokala föreningar, nära 160 000 medlemmar och 3 000 utbildade instruktörer. Dessa instruktörer hade på samma tid utbildat 200 000 personer till hemskyddsledare och hemskyddssamariter. Under perioden 1939-48 fortsattes man utbyggandet av civilförsvaret, till exempel genom att bygga skyddsrum och inrätta civilförsvarsplikt. En stor civilförsvarsorganisation byggdes upp. Vid slutet av andra världskriget sjönk medlemsantalet, främst till följd av en minskande nyrekrytering, och fattades beslut om ett permanent civilförsvar.
Under 1950-talet minskade behovet av hemskydd, eftersom den allmänna försvarsdoktrinen antog att ett framtida luftangrepp med stor sannolikhet skulle inkludera användandet av kärnvapen. Detta gjorde att de många skyddsrummen blev i stort sett värdelösa eftersom städerna skulle utrymmas i händelse av krig. Luftskyddsförbundet skapade då begreppet självskydd - den enskilde medborgaren skulle läras att skydda sig själv och andra. Dessa utbildningar startades 1961 i samarbete med bland annat Röda korset och Svenska Brandförsvarsföreningen. Från 1959 började den nya civilförsvarsorganisationen byggas upp, och Rosersbergs slott blev civilförsvarets egen skola. Under hela 1960-talet fortsatte självskyddsutbildningarna. År 1951 bytte Riksluftskyddsförbundet namn till Sveriges Civilförsvarsförbund. Medlemstidningen hade redan 1945 bytt namn från Flyglarm till Civilförsvar.
År 1973 var den beslutade civilförsvarsorganisationen klar till 90 procent. År 1974 blev Magnus Pereswetoff-Morath, generalsekreterare. År 1975 kom en ny skyddsrumslag med kommunalt ansvar för skyddsrumsbyggande. År 1982 blev Karl-Gunnar Bäck generalsekreterare i samband med Pereswetoff-Moraths pension.
År 1986 beslutade riksdagen att även ansvaret för hemskydd skulle föras över på kommunerna. Civilförsvarsförbundet fick i uppdrag att rekrytera och utbilda 30 000 hemskyddsombud, allt på frivillig basis. Lokala civilförsvarsföreningar bildades i många kommuner, starkt understödda av länsstyrelser och kommunala förvaltningar.
År 1991 introducerades en ny hemskyddsutbildning. År 1992 nåddes målet 30 000 hemskyddsombud. Samtidigt fortsatte den stora omvandlingen av totalförsvaret till följd av det kalla krigets slut och kommunismens fall. År 1995 trädde en ny lag om civilt försvar i kraft och ansvaret för hemskyddet överfördes på kommunerna. År 1996 blev, till följd av ansvarsöverföringen och ekonomiska nedskärningar i kommunerna, hemskyddet mer och mer en papperskonstruktion. Samma år tillträdde Anders M. Johansson som generalsekreterare. År 2002 fattade riksdagen beslut om att införa ett nytt krishanteringssystem med kommunerna som samordningsansvariga för krishanteringen på lokal nivå. Överstyrelsen för civil beredskap, ÖCB, lades ner och istället inrättades Krisberedskapsmyndigheten.
År 2006 startade Civilförsvarsförbundet kampanjen Hjärta att hjälpa. Kampanjens mål: Varje civilförsvarsförening ska hitta finansiering till minst en hjärtstartare per kommun samt en värd som tillhandahåller en lämplig plats. I januari 2016 hade 2 817 hjärtstartare förmedlats genom Civilförsvarsförbundets projekt.
År 2009 startades Hjärtstartarregistret i samarbete med Svenska rådet för hjärt-lungräddning. Tanken är att de hjärstartare som placeras ut runt om Sverige ska registreras så att man snabbt kan se var hjärstartare finns tillgängliga inom ett område, exempelvis där man bor eller jobbar. Vid årsskiftet 2015/2016 fanns 9 923 registrerade hjärtstartare.
Bolaget Civil AB startades 2009 för att ge förbundet större räckvidd för kursverksamheten.
Civilförsvarsförbundet bidrog 2010 till kronprinsessans bröllop med "Hitta Vilse-stationer" dit borttappade barn och föräldrar kunde ta sig för att få hjälp. Även turistinformation och sjukvårdshjälp erbjöds i Civilförsvarsförbundets tält och förbundets ambulerande hjärtstartarteam patrullerade längs kortegevägen. Två livräddande insatser gjordes, varav en på en liten flicka som drabbas av andningsuppehåll. Tolv personer fick någon form vårdinsats. Exempelvis en militärmusikant som segnat ihop fick hjälp i väntan på ambulans och en tioårig pojke som blev omplåstrad. Minst sju bortsprungna barn kunde hjälpas tillrätta till vårdnadshavare.
Civilförsvarsförbundets första nationella ungdomsråd bildades 2011 med syfte att ge ungdomar mer inflytande.
Frivilliga från Civilförsvarsförbundet engagerade i Frivilliga resursgrupper, vilka deltog i räddningsarbetet i samband med skogsbranden i Västmanland 2014.
I oktober/november 2015 bidrog Frivilliga Resursgruppen (FRG) med 20 000 timmar i flyktingmottagandet. Civilförsvarsförbundet bidrog utöver det med egna föreningsinsatser.
Oktober 2016 fick Civilförsvarsförbundet ny generalsekreterare: Åsa Helldén Ruocco. Hon efterträdde Anders M. Johansson som valde att gå i pension efter 20 år.
I slutet av oktober 2016 genomförde Civilförsvarsförbundet för första gången utbildning av informatörer i hemberedskap.
I mars och maj 2017 utbildades en ny kull instruktörer för Civilförsvarsförbundets populära självskyddskoncept (anslag 2:6) 72 timmar med säkrare barn, säkrare seniorer, första hjälpen och HLR samt hjärtstartare.
Den 1 mars 2018 slutade Åsa Helldén Ruocco som generalsekreterare och Jan Alsander, tidigare utbildningsansvarig, fick rollen som tf generalsekreterare. 
Under sommaren 2018 engagerades ett mycket stort antal Frivilliga resursgrupper för att hjälpa till vid de kraftiga bränder som rasade. Civilförsvarsförbundet fick frågan från Myndigheten för Samhällsskydd och Beredskap att ha en Tjänsteman i Beredskap vilket man därefter har.
I januari 2019 gick Jan Alsander i pension och efterträddes av Tomas Warberg som generalsekreterare.
I slutet av mars 2020 tillkännagavs i samband med info om covid-19 att Civilförsvarsförbundet utgör en officiellt organiserad samordningsfunktion för volontärsaktioner med avsikt att lindra pandemins samhällspåverkan – både kollektivt och vid insatser för de särskilt utsatta – i mer än hälften av alla svenska kommuner.

## Generalsekreterare
- 1946–1974 – Kurt Ek
- 1974–1982 – Magnus Pereswetoff-Morath
- 1982–1996 – Karl-Gunnar Bäck
- 1996–2016 – Anders M. Johansson
- 2016–2018 – Åsa Helldén Ruocco
- 2018–2019 – Jan Alsander (tf. generalsekreterare)
- 2019– Tomas Warberg